# Łuna 5
Łuna 5 (ros. Луна 5) – sonda kosmiczna typu E-6 wystrzelona przez ZSRR. Trzecia radziecka próba miękkiego lądowania na Księżycu; druga radziecka sonda, która rozbiła się o Księżyc. Misja nie powiodła się z powodu usterki rakiet ciągu wstecznego. Statek rozbił się o powierzchnię Srebrnego Globu 12 maja 1965. Mimo zaprzeczenia ze strony ZSRR, zachodni obserwatorzy, w tym sir Bernard Lovell, słusznie domyślali się, że celem misji było miękkie lądowanie.

## Przebieg misji
Po starcie z kosmodromu Bajkonur 9 maja 1965 sonda została wprowadzona na pewien czas w bliskoziemski ruch satelitarny wraz z ostatnim członem rakiety nośnej, który później został uruchomiony, w wyniku czego sonda odleciała ku Księżycowi. O godzinie 19:00 GMT Łuna znalazła się w odległości 110 000 km od Ziemi nad punktem o współrzędnych  +13st34min i -41st10min(nad Abisynią). Przeprowadzono 5 udanych sesji łącznościowych z sondą. Przyrządy sondy włączane były przez umieszczone w niej urządzenia programowe i na sygnały radiowe z Ziemi. 10 maja o 23:00 GMT (gdy sonda znajdowała się w odległości 260 000 km od Ziemi) przeprowadzono korektę trajektorii. Wkrótce pojawił się problem z jednym z żyroskopów układu kontroli położenia I-100 (nie był wystarczająco rozgrzany), stabilizujących położenie statku. Sonda zaczęła się obracać wokół swojej długiej osi. Gdy problem został rozwiązany, wystąpił kolejny problem. Kontrola naziemna wykonała niepoprawne obliczenia, co spowodowało omylne użycie rakiet ciągu wstecznego i zejście sondy z kursu. W czasie, gdy sonda powinna wykonać manewr hamujący, ponownie wystąpił problem z żyroskopem układu I-100. Okoliczności te sprawiły, że sonda uderzyła w powierzchnię Księżyca na Morzu Chmur  około 700 kilometrów od planowanego miejsca 12 maja 1965 o godzinie 19:10 GMT, w pobliżu (2° szerokości selenograficznej południowej, 25° długości selenograficznej zachodniej). Wg agencji TASS uczeni radzieccy z powodzeniem wypróbowali urządzenia, które umożliwią łagodne lądowanie aparatów kosmicznych na Księżycu.

## Wyposażenie
- System zobrazowania optycznego
- Detektor promieniowania

## Nieudane próby
Sondę wyniesiono dopiero za piątym razem. Poprzednie cztery statki uległy zniszczeniu bądź nie mogły wypełnić swoich zadań:
1. 21 marca 1964, rakieta Mołnia 8K78M - start nieudany - trzeci człon, wraz z ładunkiem, spłonął przy ponownym wejściu do atmosfery
2. 20 kwietnia 1964, rakieta Mołnia 8K78M - start nieudany - trzeci człon, wraz z ładunkiem, spłonął przy ponownym wejściu do atmosfery na skutek awarii elektrycznej i przedwczesnego wyłączenia się członu
3. 12 marca 1965 - próba zakończyła się satelizacją statku, który jednak nie opuścił parkingowej orbity okołoziemskiej z powodu awarii transformatora układu zasilania systemu kontroli członu ucieczkowego Blok L  Osobny artykuł: Kosmos 60.
4. 10 kwietnia 1965, rakieta Mołnia 8K78M - start nieudany - awaria silnika członu 3. na skutek rozszczelnienia rurociągu azotu w układzie ciśnieniowym zbiornika ciekłego tlenu. Człon 3. wraz z ładunkiem spłonął przy ponownym wejściu w atmosferę.